# Edoardo Spasiano
Edoardo Gennaro Spasiano (Bagnara Calabra, 8 novembre 1879 – Roma, 2 settembre 1944) è stato un prefetto e politico italiano.
In carriera dal 1904 è stato vice-prefetto a Como, Udine, Bologna e Gorizia e prefetto di Zara. Senatore dal 1939.